# Praga 10
Praga 10 è un distretto municipale e una divisione amministrativa di Praga, Repubblica Ceca con più di 100.000 abitanti.

## Quartieri di Praga 10
- Vršovice
- larga parte di Strašnice (eccetto il blocco con Tesla Strašnice e parte dello scalo merci Žižkov, che rientra nel circondario della città di Praga 3)
- parte di Vinohrady (al sud e a est delle vie Slovenská, U vodárny, Korunní, Šrobárova, U vinohradského hřbitova e Vinohradská)
- larga parte di Malešice
- parte di Záběhlice
- parte di Michle (Bohdalec e la maggior parte della liquidazione Slatiny)
- parte di Žižkov
- altre parti

## Monumenti e luoghi d'interesse
Nel distretto municipale di Praga 10 si trovano due moderne chiese della prima metà del XX secolo.
Sono le chiese di San Venceslao, un edificio funzionale di Josef Gočár, e la chiesa hussita cecoslovacca di Vinohrady, costruita da Pavel Janák. 
La chiesa romanica della Natività della Beata Vergine Maria a Záběhlice è un monumento risalente al XII secolo.
Inoltre in Praga 10 si trova il più grosso crematorio di Europa, il Crematorio Strašnice. A questo è collegato il secondo cimitero di Praga. 
Nel territorio del distretto vi è inoltre la villa dei fratelli Čapek e la villa Trmal di Jan Kotěra.

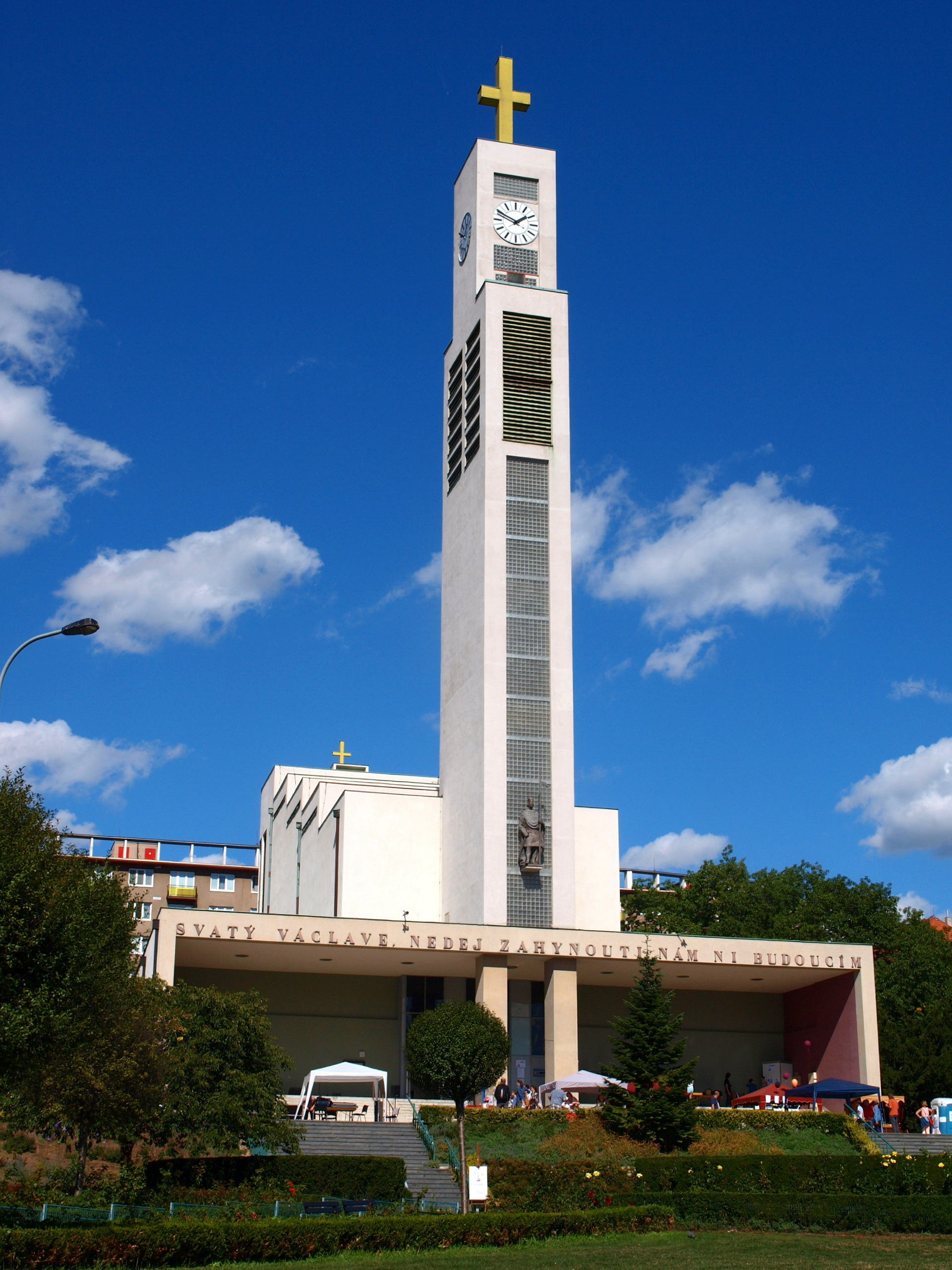
Chiesa di san Venceslao in Vršovice
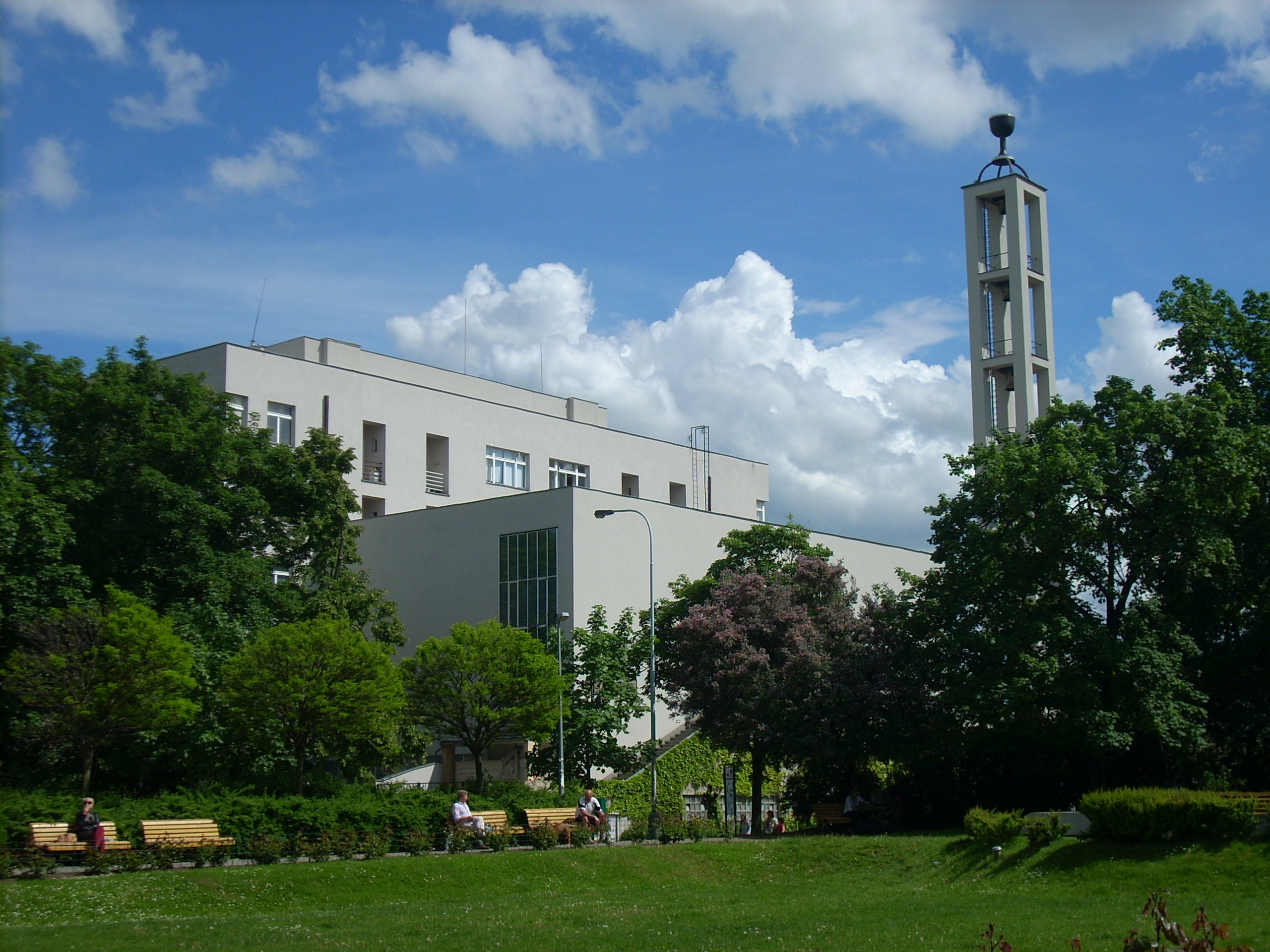
Chiesa hussita (Vinohrady)
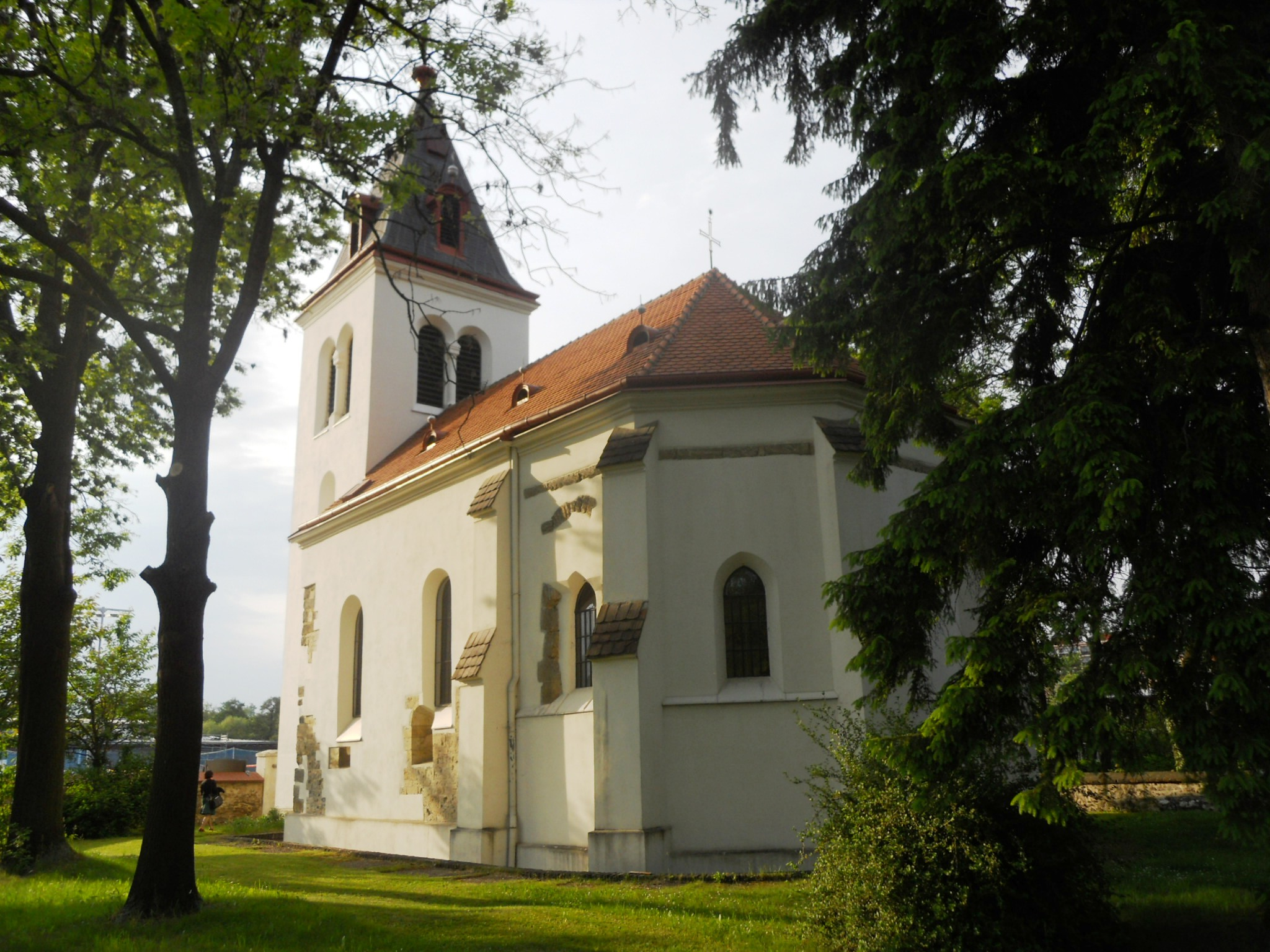
Chiesa della Natività di Maria Santissima
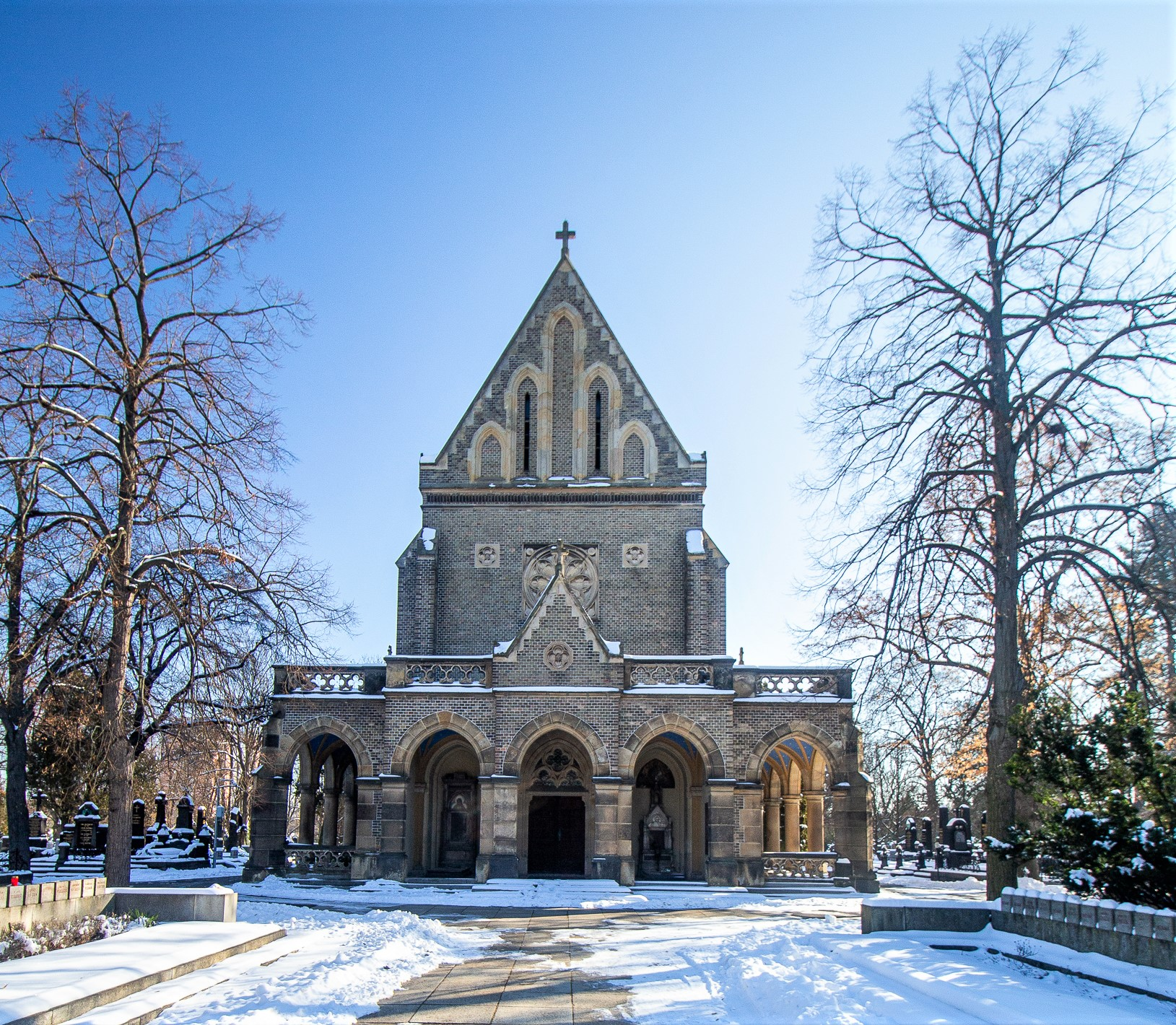
Cimitero di Vinohrady, capella di san Venceslao
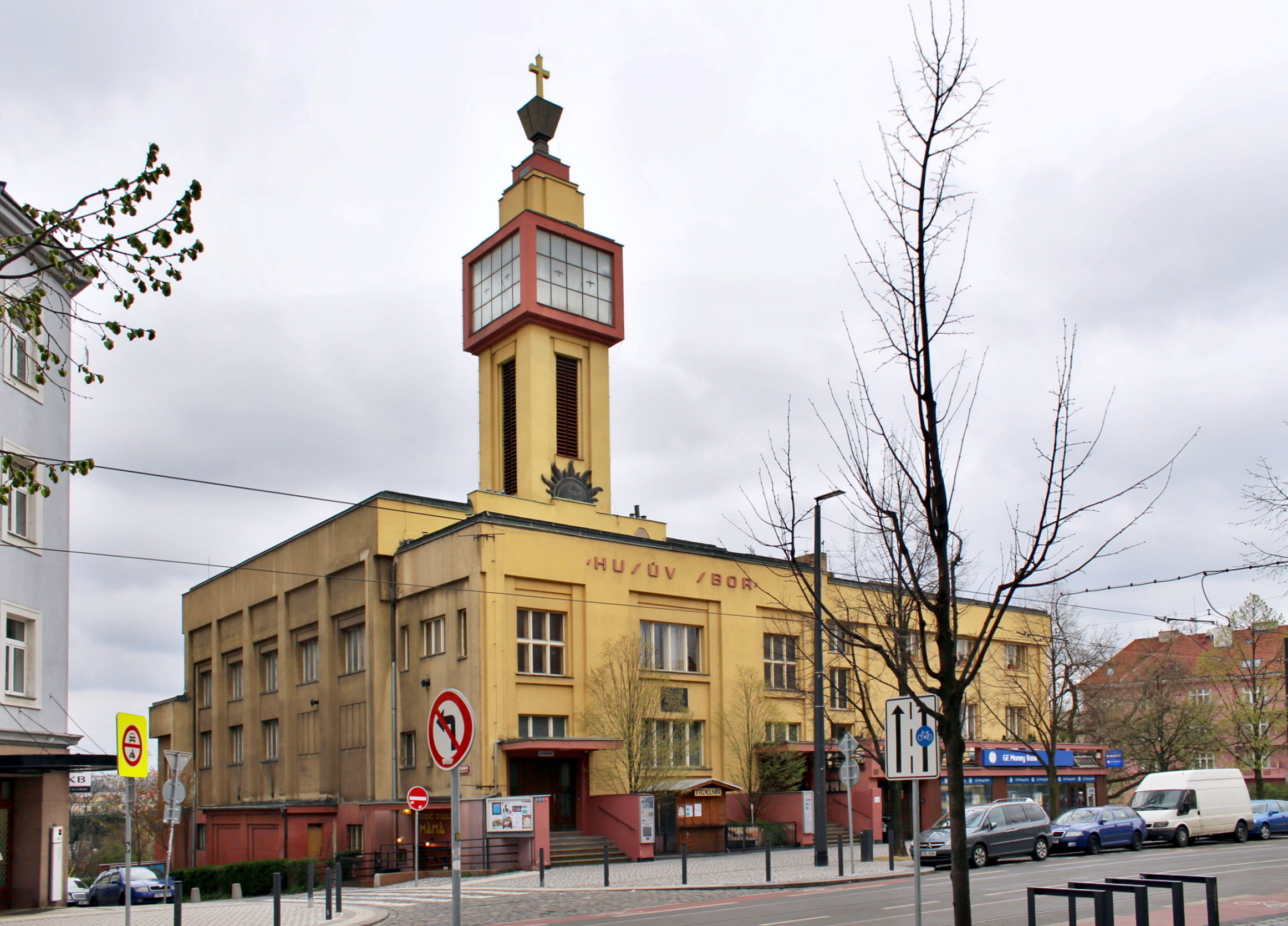
Chiesa hussita (Vršovice)

## Amministrazione

### Gemellaggi
- Ballerup, Danimarca
- Jasło, Polonia
- Nyíregyháza, Ungheria
- Prešov, Slovacchia